# Brzdąc w opałach
Brzdąc w opałach – amerykański film komediowy z 1994 roku.

## Fabuła
Dziewięciomiesięczny Bink zostaje porwany przez trzech bandytów, którzy zamierzają wymusić od rodziców okup. Jednak sprytny malec wykorzystując niezaradność porywaczy wymyka się im i samotnie spaceruje po Chicago.

## Obsada
- Joe Mantegna – Eddie
- Joe Pantoliano – Norby
- Brian Haley – Veeko
- Matthew Glave – Matthew Cotwell
- Cynthia Nixon – Gilbertine
- Fred Dalton Thompson – Grissom
- John Neville – Andrews
- Adam Robert Worton – Bink („Brzdąc”)
- Jacob Joseph Worton – Bink („Brzdąc”)
- Lara Flynn Boyle – Laraine Cotwell

## Wersja polska
Wersja polska: PaanFilm Studio Warszawa
Reżyseria: Maryla Ankudowicz
Dźwięk: Maciej Kręciejewski
Montaż: Danuta Rajewska
Dialogi i teksty piosenek: Dariusz Dunowski
Opracowanie muzyczne: Czesław Majewski
W wersji polskiej udział wzięli:
- Krzysztof Kołbasiuk – Eddie
- Agnieszka Czekańska – Laraine Cotwell
- Robert Rozmus – Norby
- Zbigniew Suszyński – Veeko
- Ewa Domańska – Niania
- Marcin Troński – Grissom
- Ryszard Nawrocki – Pan Andrews
- Zbigniew Zamachowski – Ojciec
- Stanisława Celińska
- Magdalena Wołłejko
- Anna Apostolakis
- Stanisław Mikulski
- Zdzisław Wardejn

## Odbiór
Film został negatywnie odebrany przez krytyków. Serwis Rotten Tomatoes przyznał mu wynik 21%.